# Somos (revista del FLH)
Somos fue una revista editada por el Frente de Liberación Homosexual (FLH) de Argentina entre los años 1973 y 1976.

## Historia
Esta revista era editada por el FLH, una asociación de defensa de los derechos de los homosexuales de tendencia izquierdista y revolucionaria, fundado en el barrio de Once de Buenos Aires (Argentina) en agosto de 1971. Por medio de la revista, el FLH difundía sus idearios, y surgió con el fin de unir a todos los militantes políticos y sociales que por su condición de homosexuales eran relegados de las filas de sus organizaciones.
Fue constituida a fines de 1973 y se disolvió en 1976 y se caracterizó por la falta de periodicidad, ya que sólo salió de forma trimestral entre febrero y diciembre de 1974. En total, Somos sólo publicó 8 ejemplares entre 1974 y 1976, año en que se produce un nuevo golpe de Estado, el autodenominado Proceso de Reorganización Nacional, que se extendería hasta 1983 bajo el mando de una Junta Militar.
La revista estaba impresa por fotoduplicación, y llegó a tener una tirada de 500 ejemplares. 
En la revista participaron diversos intelectuales vinculados con el mundo gay de la época, como Héctor Anabitarte, Marcelo Manuel Benítez, Zelmar Acevedo, Alejandro Jockl, Néstor Latrónico, Néstor Perlongher, y Eduardo Todesca. El ilustrador fue Dante Bertini, bajo el seudónimo de Maxo.
Su contenido se caracterizó por la elaboración de artículos teóricos que buscaban comprender el sistema de opresión dominante, la publicación de crónicas e historias homosexuales, que buscaban crear una identidad propia en el cual el lector homosexual se sintiera identificado, y también publicación de correo de lectores, noticias del ámbito internacional (Europa, Estados Unidos y Latinoamérica), notas de agrupaciones feministas (argentinas y norteamericanas), publicaciones del grupo Safo (lesbianas), secciones de humor, relatos literarios, testimonios homosexuales, etcétera. También ocupó un lugar de importancia para la denuncia, la expresión y la liberación en un contexto que se caracterizaba por la represión y la persecución.